# Transport kolejowy w Tanzanii

Koleje w Tanzanii

Transport kolejowy w Tanzanii – system transportu kolejowego działający na terenie Tanzanii.
W Tanzanii istnieje łącznie 4097 km linii kolejowych z czego:
- 421 km to linie normalnotorowe (o rozstawie szyn 1435 mm),
- 969 km to linie wąskotorowe o rozstawie przylądkowym (1067 mm),
- 2707 km to linie wąskotorowe o metrowym rozstawie szyn (1000 mm).

W Tanzanii działa dwóch przewoźników: Tanzania Railway Company (TZR) oraz TAZARA (obsługuje tylko linię o tej samej nazwie).

## Historia
Rozwój kolei w Tanzanii rozpoczął się pod koniec XIX wieku, kiedy wchodziła ona w skład Niemieckiej Afryki Wschodniej. Linie kolejowe początkowo budowane przez firmy prywatne, potem przez władze kolonialne miały aktywizować gospodarkę kolonii i połączyć porty śródlądowe na jeziorach afrykańskich (Jezioro Tanganika, Jezioro Wiktorii, Jezioro Malawi) z portami oceanicznymi.

### Kalendarium
- 1891 – rozpoczęcie budowy linii północnej przez konsorcjum prywatne
- 1897 – przejęcie budowy przez władze kolonialne
- 1905 – rozpoczęcie budowy linii centralnej
- 1914 – zakończenie budowy linii centralnej
- 1914 – linia centralna została doprowadzona do Kigomy nad Jez. Tanganika
- 1918 – przejęcie władzy na kolonią przez Anglię
- 1926 – budowa odgałęzienie do Mwanzy nad Jez. Wiktorii

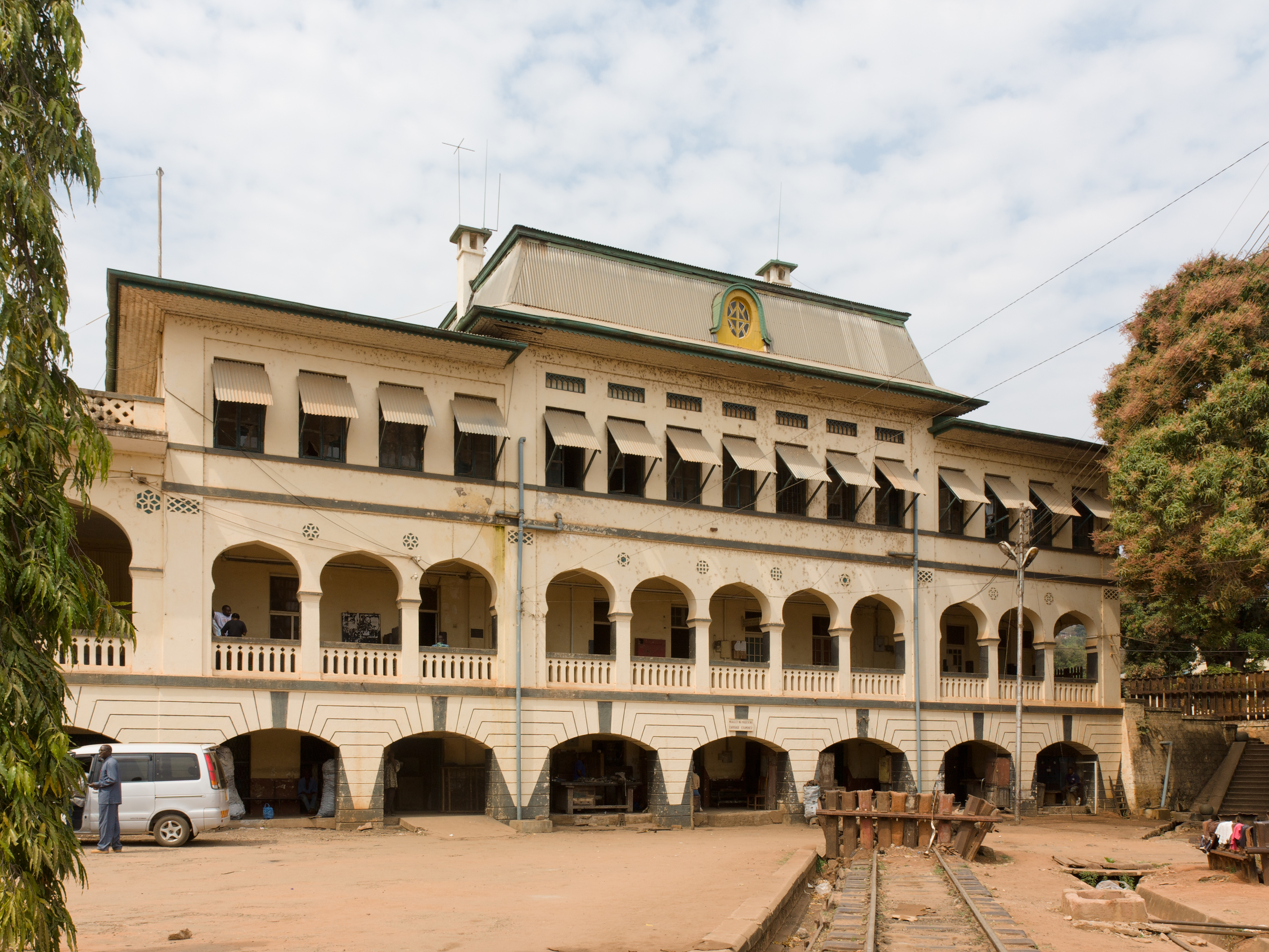
Stacja kolejowa w Kigomie

- ok. 1930 – budowa połączenia linii północnej z siecią kenijską w Voi (pierwsze połączenie międzynarodowe)
- budowa odgałęzienia linii centralnej do Mpandy i Kidatu(inne języki)
- 1931 – budowa odgałęzienia linii centralnej do Kiniyangiri
- 1948 – likwidacja odgałęzienia linii centralnej do Kiniyangiri
- 1963 – budowa trasy łączącej linię centralną i północną Ruvu – Mruazi
- 1970 – rozpoczęcie budowy linii Tazara
- 1975 – zakończenie budowy linii Tazara
- ok. 1990 – likwidacja połączeń pasażerskich na linii północnej[3][4]

## Linie

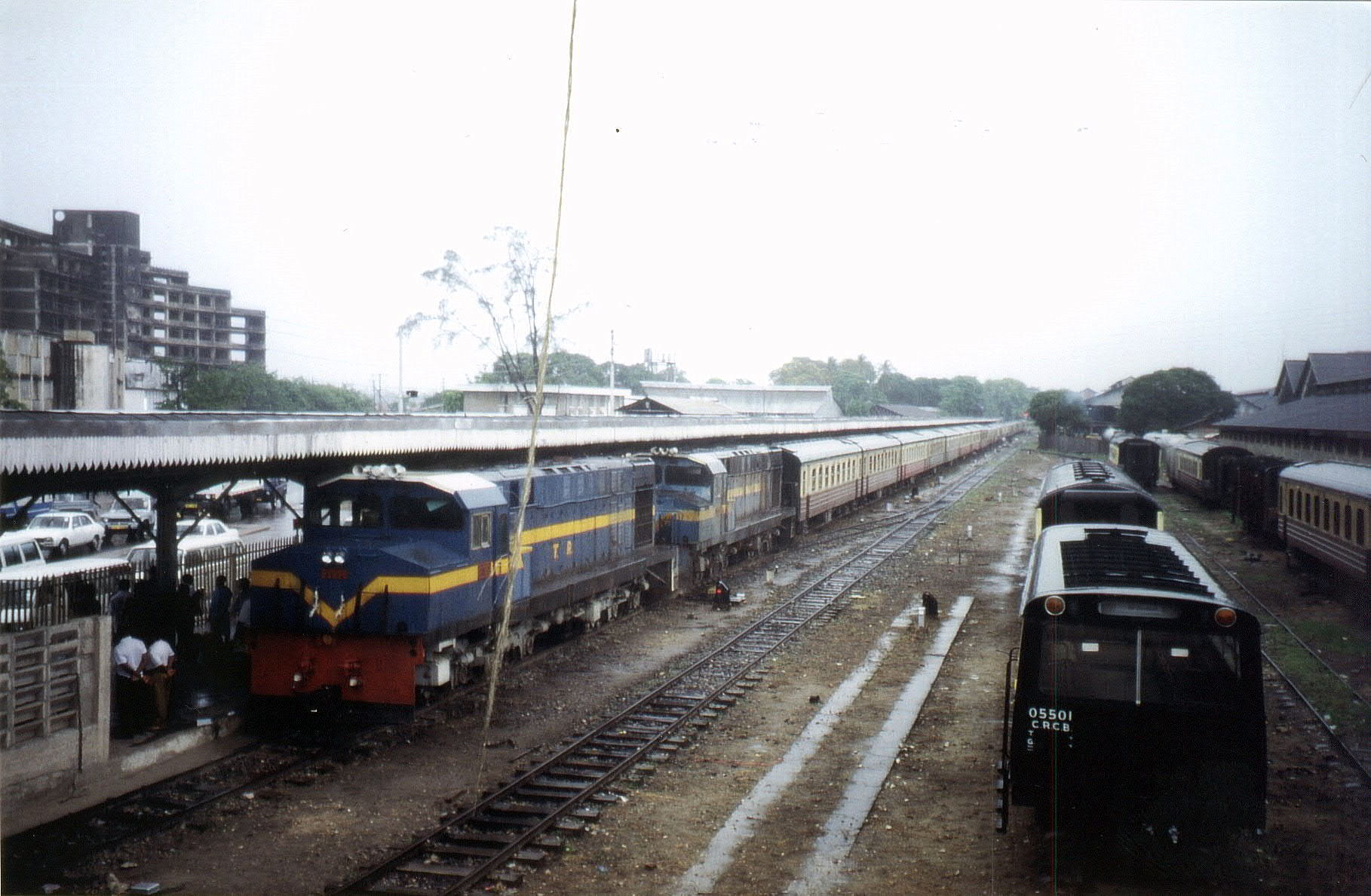
Stacja kolejowa w Dar es Salaam

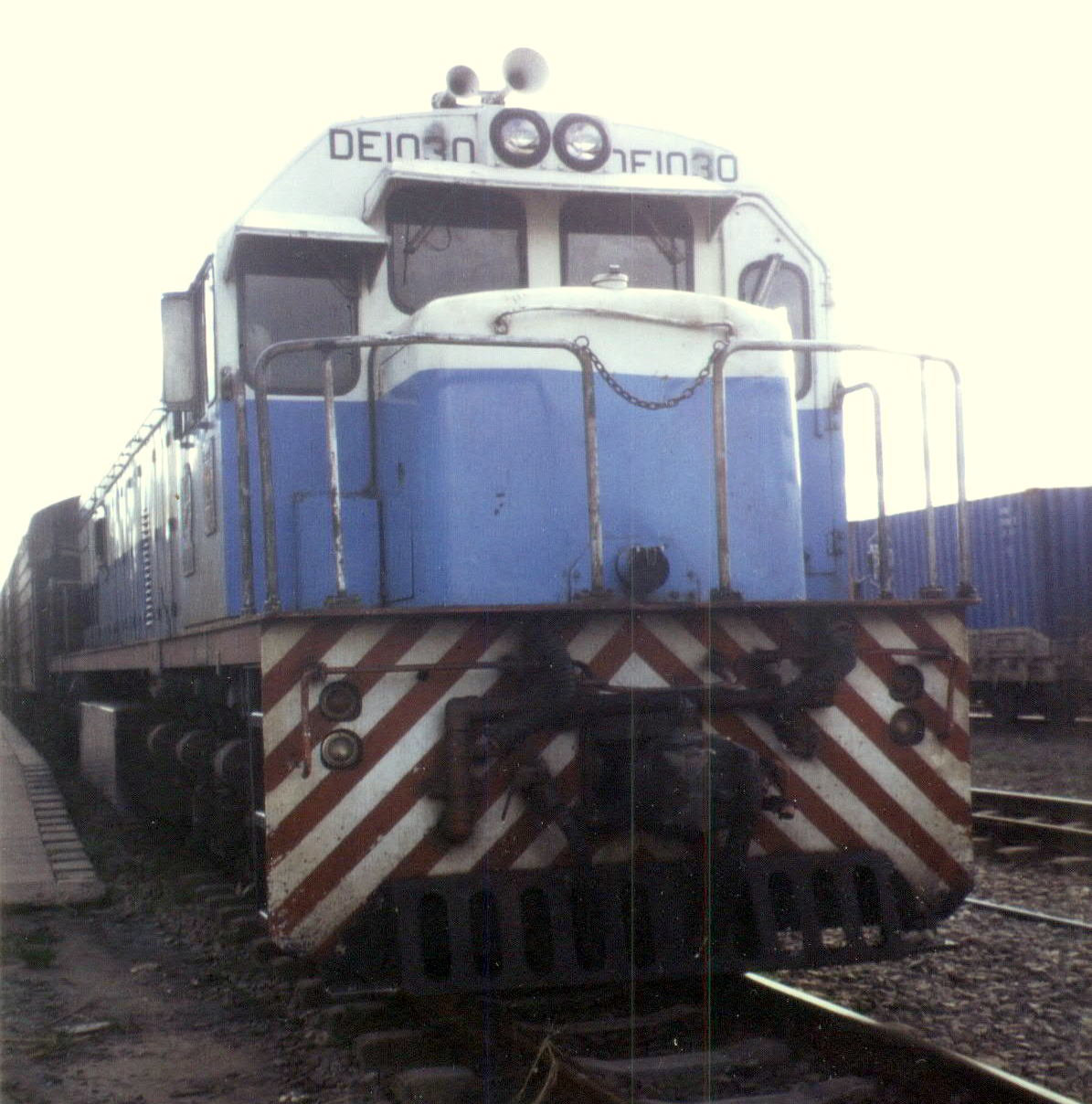
Lokomotywa General Electric U30C na stacji Mlimba

W Tanzanii istnieją trzy połączone ze sobą linie kolejowe, dwie starsze korzystają z rozstawu metrowego, nowsza używa rozstawu przylądkowego.

### Linia północna
Północna linia kolejowa łączy port morski Tanga z Aruszą u podnóża Kilimandżaro, po linii odbywa się ruch jedynie towarowy. Linia połączona jest z centralną linią kolejową. Linia posiada nieużywane połączenie z siecią kenijską w Voi.

### Linia centralna
Łączy Dar es Salaam z portami na jeziorach afrykańskich Kigomą (dalej prom kolejowy do Kalemie w Kongu, nieczynny) oraz Mwanzą (dalej prom kolejowy do Ugandy).

### Linia TAZARA
Linia Tazara łączy Dar es Salaam z Kapiri Mposhi w Zambii i dalej z całą siecią południowej afryki. Z tego powodu linia została zbudowana nie w typowym dla Kenii, Tanzanii i Ugandy rozstawie metrowym, ale w rozstawie przylądkowym. Tazara łączy się z linią centralną w Dar es Salaam i Kidatu (stacja przeładunkowa bez zmiany wózków i przepływu wagonów między sieciami).

## Mapy
- Mapa ONZ
- Interaktywna mapa kolei w Tanzanii